# 快板
快板（義大利語：Allegro）是一个常用的音樂術語，用以表示速度和感情的標記，每分鐘演奏約120－168個节拍，同時帶有“歡樂”的含義。在傳統中國音樂上的快板则意义有所不同，例如京劇或粵劇的快板相當於一拍子。

## 意大利语的快板
- （120－168 bpm）每分鐘演奏約120－168個节拍，同時帶有“歡樂”的含義。
- （112–124 bpm）適度、愉快的急速。
- 含有雙重意思，表明“比更快的速度”以及“激動地”演奏。

## 傳統中國音樂的快板
傳統中國音樂的“快板”，相当於一种節拍标记，而與代表的速度和感情標記有所不同。例如在京劇或粵劇的“快板”或“流水板”是“有板無眼”，相當於西方的一拍子。
傳統中國音樂的速度常常約定俗成。而現今中國音樂自二十世紀以來受到西方影響，作曲家亦常常會加上西式的速度和感情標記。